# Deutsche Dreiband-Meisterschaft 1930

Veranstaltungsort: Remscheid

Die Deutsche Dreiband-Meisterschaft 1930 war die zweite Ausgabe dieser Turnierserie und fand vom 24. bis 26. April in Remscheid, Nordrhein-Westfalen statt.

## Geschichte
Nachdem Otto Unshelm bei der Dreiband-Weltmeisterschaft 1928 Dritter wurde und im Vorjahr nicht an der Deutschen Meisterschaft teilnahm konnte er dieses Turnier gewinnen. Alex Mertens trat, aufgrund von Differenzen mit den Organisatoren, nach nur drei Partien nicht mehr an und wurde ungewertet Letzter.

## Modus
Nachdem bei der ersten DDM auf nur 20 Punkte gespielt wurde hob man zum ersten Mal die Distanz auf 50 Punkte an. Dies sollte bis 1957 so bleiben. Es spielte „Jeder gegen Jeden“ (Round Robin).

## Abschlusstabelle
| MP    | Match Points (Sieger = 2; Unentschieden = 1; Verlierer = 0) |
| Pkte. | Erzielte Karambolagen                                       |
| Aufn. | Benötigte Versuche                                          |
| GD    | Generaldurchschnitt                                         |
| BED   | Bester Einzeldurchschnitt eines Spielers                    |
| HS    | Höchstserie                                                 |
|       | Bester GD des Turniers                                      |
|       | Bester ED des Turniers                                      |
|       | Beste HS des Turniers                                       |
|       | 1. Platz (Gold)                                             |
|       | 2. Platz (Silber)                                           |
|       | 3. Platz (Bronze)                                           |

| 1                          | Otto Unshelm (Remscheid) | 10:0 | 250 | 550 | 0,454 | 0,500 | 6 |
| 2                          | ? Cronauge (Elberfeld)   | 8:2  | 247 | 600 | 0,411 | 0,520 | 6 |
| 3                          | Franz Müller (Solingen)  | 6:4  | 215 | 619 | 0,347 | 0,434 | 3 |
| 4                          | ? Trietsch (Düsseldorf)  | 4:6  | 213 | 662 | 0,321 | 0,373 | 4 |
| 5                          | Willy Willems (Solingen) | 2:8  | 220 | 620 | 0,354 | 0,340 | 8 |
| 6                          | ? Siepmann (Essen)       | 0:10 | 223 | 704 | 0,316 | –     | 5 |
| 7                          | Alex Mertens (Solingen)  | –    | –   | –   | –     |       |   |
| Turnierdurchschnitt: 0,364 |                          |      |     |     |       |       |   |